# 沼泽森林蟹
沼泽森林蟹是一種甲殼類動物。該物種於1990年由Ng（黄姓）首次描述。沼泽森林蟹屬於副溪蟹屬（学名：Parathelphusa），擬地蟹科。根據國際自然保護聯盟（IUCN）的分類，該物種被列為极危物种。目前沒有記錄到與其相同的亞種。沼泽森林蟹仅分布于新加坡。

## 生态
沼泽森林蟹主要生活在低酸碱值茶色水中，并于夜间出没，常埋伏于溪床泥沙中，主要的食物为植物。沼泽森林蟹主要生活在义顺的沼泽森林。